# 새 시대 (정당)
새 시대(스페인어: Un Nuevo Tiempo)는 베네수엘라의 사회민주주의 정당이다. 베네수엘라의 여당인 베네수엘라 연합사회당을 반대한다. 우고 차베스 정부 초기에는 차베스정부를 지지했으나, 현재는 반차베스를 아주 강하게 외치는 정당이 되었다.